# عکس‌های کاروم
عکس‌های کاروم (به فرانسوی: Carambolages‎) یک فیلم کمدی فرانسوی محصول سال ۱۹۶۳ به کارگردانی مارسل بلووال با بازی ژان-کلود بریالی است. این فیلم در جشنواره فیلم کن ۱۹۶۳ نیز شرکت کرد.

## بازیگران
- ژان-کلود بریالی در نقش پل مارتین
- لوئی دوفونس در نقش نوربرت شارولا
- میشل سرو در نقش کمیسر لو بودو / پلیس بودو
- سوفی داومیر در نقش سولانژ
- آن تونیتی در نقش دانیل بروسارد
- هنری ویرلوژو در نقش بروسارد
- آلفرد آدام در نقش هوبرت بومانور
- مارسل آرنولد در نقش مادمازل آندره
- رنه کلرمونت در نقش فرپیلون
- ژاک دینام در نقش ماکرون
- پل گی در نقش مجری تلویزیون
- گیلبرت گنیات در نقش مادام بروسارد
- مارتین دو بروتوی